# دانشگاه پزشکی تایپه
دانشگاه پزشکی تایپه (TMU) در تایوان در منطقه Xinyi تایپه واقع شده‌است. کالج پزشکی تایپه در سال ۱۹۶۰ تأسیس شد و در سال ۲۰۰۰ به دانشگاه پزشکی تایپه تغییر نام داد. دانشگاه پزشکی تایپه با ده کالج، ۶۰۰۰ دانشجو در سال، پنج بیمارستان (بیمارستان TMU، مرکز پزشکی Wan Fang، بیمارستان Shuang-Ho، مرکز سرطان تایپه، مرکز پزشکی TMU NingBo) و بیش از ۴۰۰۰۰ فارغ‌التحصیل در سراسر جهان به یک دانشگاه در سطح جهانی شناخته می‌شود.
در جولای ۲۰۱۷، مجله ماهانه Global Views رتبه‌بندی بهترین دانشگاه‌های تایوان را منتشر کرد که در آن دانشگاه پزشکی تایپه رتبه ۹ را کسب کرد. در این رده‌بندی دانشگاه پزشکی تایپه در هر دو بخش نسبت استاد به دانشجو و متوسط بودجه سالانه برای هر بخش دانشجو در رتبه اول قرار گرفت. در فوریه ۲۰۱۷، مجله Cheers لیست ۲۰ دانشگاه برتر عملکرد عالی را منتشر کرد. دانشگاه پزشکی تایپه در رده‌بندی کل کشور در جایگاه دهم قرار گرفت. علاوه بر این، بر اساس رتبه‌بندی دانشگاه آسیایی Times Higher Education (THE) در سال ۲۰۱۷، دانشگاه پزشکی تایپه در رتبه ۹۱ قرار گرفت.